# Хладни, Иоганн Мартин
Иоганн Мартин Хладни (17 апреля 1710, Виттенберг — 10 сентября 1759, Эрланген) — германский протестантский богослов, философ и историк, преподаватель. Сын богослова Мартина Хладни, внук богослова Георга Хладни. Считается одним из основателей современной методологии истории.

## Биография
Среднее образование получил в Казимириануме в Кобурге, 17 октября 1731 года получил степень доктора философии в Виттенбергском университете. С 1742 года состоял экстраординарным профессором церковных древностей в Лейпцигском университете. В 1743 году стал преподавать в Казимириануме в 1747 году принял приглашение стать ординарным профессором богословия, риторики и поэзии в Эрлангенском университете, получив там же и в том же году степень доктора богословия. Формально не имел исторического образования, но благодаря своим философским познаниям уже пользовался большим авторитетом.
Как богослов он ориентировался на ортодоксальное лютеранство, стремясь, однако, связать его с учением Христиана Вольфа и с эмпиризмом, предприняв необычную для его времени попытку объединить в одну науку богословие и историю и обновить богословие приложением исторического метода. Исходя из положения, что человеческие деяния, составляющие объект истории, — лишь миниатюрное подобие деяний божиих, считал возможным применять исторический метод ко всем ним. В историю он вносил богословские элементы, отводя в ней место откровению, пророчеству и так далее При этом его принцип, гласивший, что «следует пользоваться учениями общей исторической науки» при исследовании таких вопросов, которые до тех пор не допускали иного отношения, кроме догматического, был расценен как плодотворный и может быть рассматриваем как начало тюбингенской школы. В теории истории Хладни поставил целый ряд существенных вопросов, касающихся её объекта, а также субъективных условий изображения исторических событий. Борясь со скептицизмом, он установил правила критики источников, подготовив тем самым основы будущей критической школы.
Главный труд, в котором была изложена его методология истории, — «Allgemeine Geschichtswissenschaft» (Лейпциг, 1752).